# Presó del Saladero

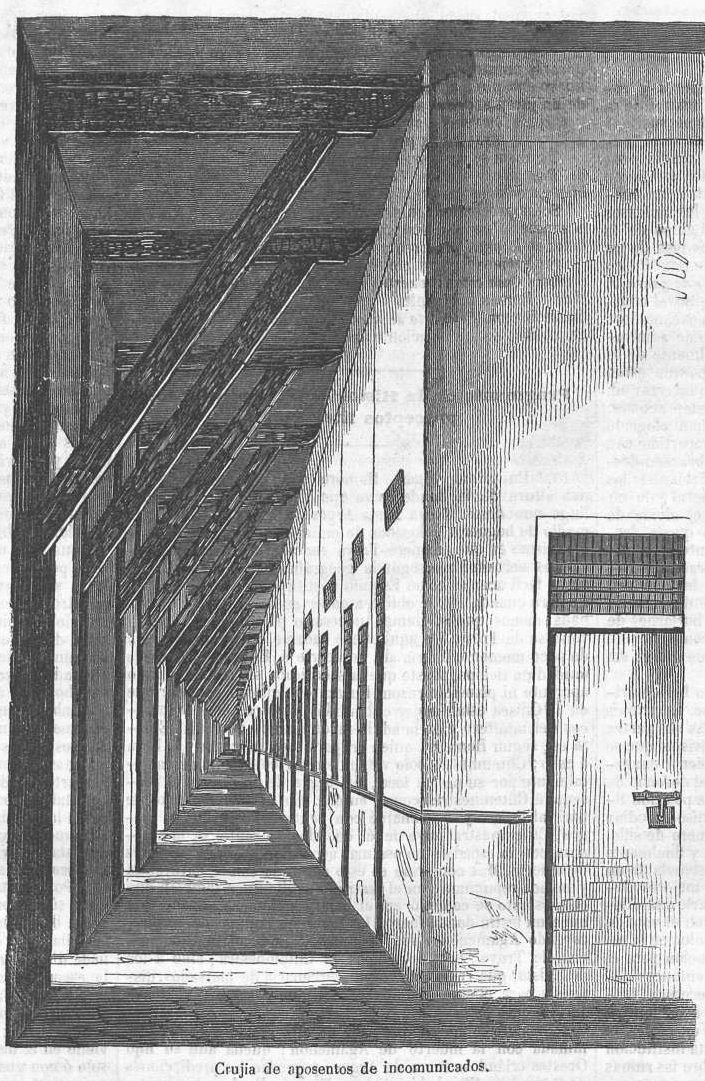
Cruixia d'estances d'incomunicats, a La Ilustración, 1851.

La presó del Saladero, també denominada «Cárcel de Villa»,va ser un presidi de la ciutat espanyola de Madrid.

## Biografia
Estava situada a la plaça de Santa Bárbara i devia el seu nom a l'ús original de l'edifici, un salador de cansalada, construït per projecte de l'arquitecte Ventura Rodríguez al segle xviii, concretament en 1768.
Inaugurada cap a 1831, Ramón Mesonero Romanos afirmaria dels primers anys de funcionament de la presó que en ella «la multitud d'infeliços aglomerats en aquelles brutes masmorres, podria considerar-se relegats a la classe del més immund animal». Cap a 1840 les condicions de la presó van millorar a través de la Societat de Millora per al Sistema Carcerari, amb la separació de presos i el pas de les presons a direcció municipal.
Cap a 1848 el regidor comissari de la presó era Ramón Aldecoa, a qui succeiria Anastasio Márquez. Després de diverses traves burocràtiques van aconseguir dur-se a terme al llarg de 1848 i 1849 una sèrie d'obres i millores a l'interior de l'edifici. El periodista i escriptor Robert Robert la descrivia cap a 1863 com a «presó formada de deixalles, destinada a presos vulgars; sense els atractius del desconegut, sense l'encant de la tradició». Ángel Fernández de los Ríos la descriuria en la seva Guía de Madrid de 1876 de la següent manera:
| «    | Tot quan en aquell edifici es veu és vergonyós i repugnant. El pati gran, amb els seus calabossos subterranis; el noi, d'iguals condicions; el de detinguts per a presos i presidiaris de trànsit; el dels micos, anomenat així per ser el d'esbarjo dels nens, i el departament dels joves, als qui també sol correspondre el terriblement significatiu sobrenom de micos, és a dir, d'imitadors dels criminals.» | » |
| — () | |   |

La presó va romandre en funcionament fins al 9 de maig de 1884, quan els seus presos van ser traslladats a la nova Presó Model de Madrid.En el Saladero van estar empresonats bandits com Luis Candelas o Paco el Sastre —tots dos escapolits de la presó—, a més de personatges de la vida política de l'època com Salustiano de Olózaga Almandoz, el cura Merino, Manuel María de Aguilar, Nicolás Salmerón,el periodista republicà Enrique Rodríguez Solís o el propi Robert Robert;fins i tot el torero Frascuelo arribaria a estar breument entre els seus murs.